# Maurizio Galli
Maurizio Galli (* 21. November 1936 in Soresina, Provinz Cremona, Italien; † 1. Juni 2008 in Cremona) war römisch-katholischer Bischof von Fidenza.

## Leben
Maurizio Galli empfing am 17. Mai 1961 die Priesterweihe für das Bistum Cremona. Er war langjähriger Regens des Priesterseminars.
1998 wurde er von Johannes Paul II. zum Bischof des Bistums Fidenza ernannt. Die Bischofsweihe spendete ihm am 2. Mai 1998 der Bischof von Cremona Giulio Nicolini; Mitkonsekratoren waren Giuseppe Amari, Bischof von Verona, und Fiorino Tagliaferri, Bischof von Viterbo. 
Seinem Rücktrittsgesuch aus gesundheitlichen Gründen wurde 2007 durch Benedikt XVI. stattgegeben. Er starb an den Folgen eines Krebsleidens.